# 多田通
多田 通（ただ とおる、1857年（安政4年5月） - 1910年（明治40年）5月2日）は、日本の政治家、衆議院議員（2期）。

## 経歴
長崎県出身。藩校で学ぶ。金城中学校を創立し、子弟教育に尽力した。のち、朝鮮平壌で果樹園を経営した。
1898年3月の第5回衆議院議員総選挙において長崎6区から国民協会公認で立候補して当選した。続く同年8月の第6回衆議院議員総選挙で再選した。衆議院議員を2期務め、1902年の第7回衆議院議員総選挙は不出馬。1910年死去。